# 8905 Bankakuko
8905 Bankakuko è un asteroide della fascia principale. Scoperto nel 1995, presenta un'orbita caratterizzata da un semiasse maggiore pari a 2,6096428 UA e da un'eccentricità di 0,2686823, inclinata di 5,69820° rispetto all'eclittica.
L'asteroide è dedicato alla giapponese Kakuko Ban, impiegata nella sezione del planetario del Museo dei Bambini a Hiroshima.